# Auteuil (Laval)
Pour les articles homonymes, voir Auteuil et Autheuil.
Auteuil est un quartier de Laval, au Québec. Il est délimité au nord-ouest par la rivière des Mille-Îles, au nord-est par Saint-François, au sud-est par Duvernay, au sud par Vimont et au sud-ouest par Sainte-Rose (voie ferrée du CP). Situé au nord de la ville, il est majoritairement constitué de terrains agricoles, de boisés et d'espaces résidentiels.

## Histoire
Auteuil correspond approximativement à l'ancien territoire de la paroisse Sainte-Rose-Est. À sa création en 1740, la paroisse Sainte-Rose-de-Lima couvrait la presque totalité du nord-ouest de l'île Jésus. Sa première église était située à la limite est du territoire de l'ancienne ville d'Auteuil, sur le bord de la rivière des Mille Îles, aux environs des rues Descartes et Debien.
L'église fut détruite par les flammes, et en raison d'une controverse sur son emplacement entre Mgr Briand et les paroissiens, le culte fut interrompu ; reconstruite en 1788, elle fut relocalisée à 6,7 km au sud-ouest de l'ancien site.
Le 1er janvier 1858, la corporation du village de Sainte-Rose se détacha et forme une municipalité distincte (voir Sainte-Rose). En 1914, on assiste à une seconde séparation : celle de la partie est et de la partie ouest de Sainte-Rose, qui conduit à la création de la municipalité de Sainte-Rose-de-Lima partie est, connue sous les noms de Sainte-Rose-Est et Bas Sainte-Rose.
Municipalité rurale, Sainte-Rose-Est connaît une croissance démographique peu importante jusqu'en 1953. À cette époque, les plages de la rivière des Mille Îles situées dans Sainte-Rose-Est attirent les citoyens de l'Île Jésus et de Montréal. Pour ces derniers, la compagnie d'autobus Provincial Transport organise des circuits amenant les touristes du terminus Jean-Talon, près du marché du même nom à la plage Idéale, de loin la plus populaire. il existait cependant deux autres plages à proximité de celle-ci : les plages du Mont-Royal et Jacques-Cartier.
La population qui, en 1953, qui n'atteignait pas les 1 000 habitants, occupait le long de la rivière des Mille Îles. L'essor démographique de Sainte-Rose-Est survient entre 1953 et 1960, date ou Sainte-Rose-Est compte 4 000 familles durant la saison estivale alors que sa population normale n'est que de 2 000 familles.
En 1961, Sainte-Rose-Est prend officiellement le nom d'Auteuil, et la même année on assiste à la fondation de la paroisse de Sainte-Béatrice.

## Éducation
Le quartier Auteuil compte plusieurs écoles primaires et secondaires sur son territoire.
Les écoles francophones sont sous la responsabilité du Centre de services scolaire de Laval (auparavant la Commission scolaire de Laval) :
- École Alfred-Pellan[2]
- École du Boisé
- École Sainte-Béatrice[3]
- École Charles-Bruneau[4]
- École secondaire Odyssée-des-Jeunes (1re et 2e secondaire)
- École secondaire Horizon Jeunesse (3e, 4e et 5e secondaire)

Anciennement une école à part entière, l'école Ulric-Debien, au nord du quartier, est aujourd'hui considérée comme une annexe de l'école Alfred-Pellan, située non loin. Quelques écoles de rang sont toujours reconnaissables, bien qu'elles ne sont plus utilisées à cette fin, dont le centre communautaire Saint-Bruno sur l'avenue des Lacasse.
Les écoles anglophones sont sous la responsabilité de la Commission scolaire Sir Wilfrid Laurier :
- École primaire Terry-Fox[5]
  - L'ancien établissement était situé à Vimont[6], celui d'Auteuil est ouvert depuis le 20 septembre 1993[7]. En 2013, l'école est à 113 % de sa capacité[8].

Les écoles secondaires Laval Junior et Laval Senior (en) situées à Chomedey desservent également Auteuil. 

## Transport

### Transport en commun
Auteuil est desservi par le service de transport en commun de la Société de transport de Laval. Plusieurs lignes terminent leur trajet à Auteuil, comme les lignes 17, 31, 39, 41, 43 et 45. D'autres lignes traversent le quartier pour se diriger vers d'autres quartiers de Laval, comme la 27 vers Vimont, la 73 vers Fabreville et la 74 vers Saint-François. La ligne de taxi collectif 10 relie le boulevard des Laurentides aux zones agricoles d'Auteuil sur l'avenue des Perron. La gare de train de banlieue Sainte-Rose se trouve aussi à la limite du quartier Sainte-Rose à la hauteur du boulevard Sainte-Rose Est.

### Voies de circulation majeures
Le boulevard des Laurentides est le principal axe routier d'Auteuil et l'un des plus importants de Laval. D'orientation nord-sud, il est majoritairement commercial au sud du boulevard Sainte-Rose Est et résidentiel au nord. 
Le boulevard Sainte-Rose forme avec l'avenue des Perron le principal axe est-ouest du quartier. À partir du boulevard des Laurentides, il permet une connexion vers le quartier Sainte-Rose. L'école secondaire Horizon Jeunesse, l'aréna Mike-Bossy et le Centre de formation en métallurgie de Laval y sont situés. 
L'avenue des Perron est située à l'est du boulevard des Laurentides dans le même axe que le boulevard Sainte-Rose. L'avenue traverse une courte zone résidentielle avant de parcourir la zone agricole d'Auteuil, où plusieurs producteurs sont établis. 
Le boulevard des Mille-Îles est une voie qui borde la rivière des Mille-Îles où plusieurs boisés et quelques maisons forment le paysage. Au sud, il est bordé par la zone agricole permanente. 
L'avenue des Terrasses est une voie du nord d'Auteuil qui relie le quartier Sainte-Rose au boulevard des Laurentides. Selon l'endroit, elle sillonne des zones boisées, agricoles ou résidentielles.
L'avenue des Lacasse relie le boulevard des Laurentides à un secteur du sud d'Auteuil. Majoritairement résidentielle, une deuxième section isolée se trouve à l'est de l'avenue Papineau, en zone agricole, où quelques maisons se trouvent.
L'avenue Papineau est un axe plus récent, numéroté R-335 par le Ministère des Transports du Québec. Cette avenue se trouve à être en fait, un prolongement partiel de l'autoroute 19 qui se termine présentement au boulevard Dagenais. Cet axe est appelé à devenir une section de l'autoroute 19, lorsque le projet de prolongement de l'autoroute jusqu'à Bois-des-Filion se concrétisera. 

## Personnalités liées
- Alfred Pellan (1906-1988), peintre et muraliste québécois, résidant d'Auteuil pendant 40 ans.

## Sources
http://www.ville.laval.qc.ca/wlav2/docs/folders/portail/fr/guichet_municipal/publications/culture/guide_archives_exvilles.pdfFichier:Icone+Laval+(QC).svg+Portail+de+Laval+++++++++++++++++++++
1. ↑  Sommaire du recensement 2011 par ex-municipalités, https://www.laval.ca/Documents/Pages/Fr/A-propos/cartes-statistiques-et-profil-socioeconomique/statistiques-et-profil-socioeconomique/recensement-laval-2011.pdf, laval.ca.
2. ↑  "Alfred-Pellan." Commission scolaire de Laval. Consulté le 24 septembre 2017.
3. ↑  "Sainte-Béatrice." Commission scolaire de Laval. Consulté le 24 septembre 2017.
4. ↑  "Charles-Bruneau." Commission scolaire de Laval. Consulté le 24 septembre 2017.
5. ↑  "Home." École primaire Terry-Fox. Consulté le 7 septembre 2017. "700 Lisane Fabreville, Laval, QC H7P 3T2 "900 Des Lacasse, Auteuil, Laval, QC, H7K 3V9 ." Voir aussi: "TERRY FOX ELEMENTARY ZONE"
6. ↑  "Our History." Terry Fox Elementary School. 22 décembre 2004. Consulté le 7 septembre 2017.
7. ↑  "Terry Fox Elementary School." Commission scolaire Sir Wilfrid Laurier. Consulté le 7 septembre 2017.
8. ↑  Courchesne, Mathieu, « L’école Terry-Fox déborde », L'Echo de Laval, 16 janvier 2013 (consulté le 17 septembre 2017)